# Lophocalama neuritis
Lophocalama neuritis là một loài bướm đêm trong họ Noctuidae.